# Lingenbach
Die Ortschaft Lingenbach ist ein Ortsteil der Gemeinde Lindlar, Oberbergischen Kreis im Regierungsbezirk Köln in Nordrhein-Westfalen. 

## Geschichte
1287 wurde der Ort das erste Mal urkundlich erwähnt. Schreibweise der Erstnennung: linderbach.

## Busverbindungen
Haltestelle Lingenbach:
- Linie 401
- Linie 421 Lindlar – Immekeppel – Moitzfeld – Bensberg ( RVK)